# تاتامايلو
تاتاميلاو (بالتيتومية: Foho Tatamailau)، أو تاتا مايلاو، والتي يشار إليها أحيانًا باسم جبل راميلو، هو أعلى جبل في تيمور الشرقية وأيضًا في جزيرة تيمور حيث يبلغ ارتفاعه 2963 مترًا (9721 قدمًا). يقع الجبل على بعد حوالي 70 كم (43 ميلًا) جنوب العاصمة ديلي في منطقة أينارو.حينما كانت تيمور الشرقية مستعمرة برتغالية، فقد كانت أعلى جبل في الإمبراطورية البرتغالية في القرن العشرين، لأن أعلى جبل في البرتغال نفسها ذو ارتفاع أكثر أنخفاضًا. اسم "تاتاميلاو" هو من أصل مامباي، وهي اللغة المحلية وتعني "جد الجميع". "راميلو" هو اسم كتلة الجبل. جبل تاتاميلاو مُكرس للسيدة العذراء مريم ويُحج إليه سنويًا لإحياء ذكرى بشارة السيدة العذراء مريم، في أو حوالي 25 مارس. ويوجد على القمة تمثال للسيدة مريم العذراء يبلغ ارتفاعه ثلاثة أمتار، والذي جُلب من إيطاليا وشييد أثناء الحكم الإندونيسي في عام 1997.